# التمييز في الإسكان
التمييز في الإسكان هو معاملة الفرد أو الأسرة بشكلٍ غير متساوٍ عند محاولة شراء منزل أو استئجاره أو تأجيره أو بيعه أو تمويله، وذلك بناءً على خصائص معيّنة كالعرق أو الطبقة الاجتماعيّة أو الجنس أو الدين أو القوميّة أو الوضع العائلي، ويمكن أن يؤدّي هذا النوع من التمييز إلى التمايز المكاني والاجتماعي، والفصل العنصري، وهو ما يمكن أن يؤدّي بدوره إلى تفاقم التفاوتات بالثروة بين مجموعات معيّنة. بدأ التمييز في الإسكان في الولايات المتحدة الأمريكية بعد إلغاء العبودية وذلك كجزء من مرسوم دعمته الحكومة الفيدرالية، ولكن تمّ اعتباره غيرَ قانونيٍّ منذ ذلك الحين، ومع ذلك لا زالت بعض الدراسات تشير إلى أنّ التمييز في الإسكان لا يزال موجوداً حتّى يومنا هذا.
وهناك أربعة أنواع من التمييز في الإسكان تتمثّل في: التمييز في الإيجارات، التمييز في المبيعات، التمييز في مجال الإقراض والرهون العقارية والتأمين لأصحاب المساكن على ممتلكاتهم ضدّ الأضرار والخسائر.

## التاريخ
بعد انتهاء الحرب الأهليّة وإلغاء نظام العبوديّة في الولايات المتّحدة الأمريكيّة، تمّ طرح قوانين جيم كرو وقد تسبّبت هذه القوانين في التمييز ضدّ الأقلّيات العرقيّة والقوميّة، وخصوصاً ضدّ الأمريكيّين الأفارقة، فقد أصدرت خمس عشرة محكمةً من محاكم الولايات الأمريكيّة مراسيمَ تفرُض إنكارَ السّكنِ على مجموعاتٍ من الأمريكيّين الأفارقة والأقلّيات الأخرى في المناطق ذات الأغلبية البيضاء. تمّ تصنيف هذه المراسيم على أنّها غير قانونية في قضية المحكمة العليا Supreme Court Case عام 1917 بين بوتشانان Charles H. Buchanan و ويرلي William Warley (Buchanan v. Warley). لكن بعد هذا القرار دعمت تسع عشرة محكمة أمريكيّة –بشكلٍ قانوني- العهود والاتفاقيات بين مالكي العقارات بعدم تأجير أو بيع أي مسكن للأقليات العرقية أو القوميّة. وعلى الرغم من أنّ هذه العهود أو الاتفاقيات أصبحت غير قانونية في عام 1948 إلّا أنّها كانت مسموحة في العقود الخاصة وفي عام 1968 صدر قانون الإسكان العادل بوصفه الباب الثامن من قانون الأحوال المدنيّة واعتُبرت الحكومة الفيدراليّة باعتمادها هذا القانون أنّها اتخذت أولى خطواتها الملموسة في اعتبار كلّ أنواع التمييز في السّكن غير قانونيّة، ويحظر هذا القانون صراحةً ممارسات تمييز الإسكان التي كانت شائعة في ذلك الوقت، بما في ذلك إعطاء معلومات منقوصة حول توافر المنزل المعروض للبيع، والتوجيه العنصري، وعمليات إقناع المالكين ببيع ممتلكاتهم بأسعار مخفّضة للبيض Blockbusting ، وامتناع المصارف عن إقراض طبقة معيّنة من العملاء.

### الولايات المتحدة الأمريكية
يُكلّف مكتب الإسكان العادل وتكافؤ الفرص (Office of Fair Housing and Equal Opportunity) في الولايات المتحدة الأمريكيّة بتطبيق قوانين الإسكان العادل، وذلك استناداً إلى قانون الإسكان العادل الصادر عام 1968.